# باراكور
في ميكانيكا الموائع، الباراكور (بالإنجليزية: Parachor)‏ هي كمية تعرّف وفقًا للمعادلة التالية:
P = γ1/4 M / d
حيث γ1/4 هو الجذر الرابع للتوتر السطحي، وM هي الكتلة المولية، وdهي الكثافة. يستخدم الباراكور في حل مختلف المسائل الهيكلية.